# إيفاندورو روسو راموس
إيفاندورو روسو راموس هو لاعب كرة قدم برازيلي في مركز الهجوم، ولد في 22 يوليو 1985 في كامبيناس في البرازيل. لعب مع ريد بل برازيل ونادي النجمة ونادي برازيليا ونادي موجي ميريم.

## وصلات خارجية
- إيفاندورو روسو راموس على موقع قاعدة بيانات كرة القدم.إي يو (الإنجليزية)
- إيفاندورو روسو راموس على موقع Soccerway.com (الإنجليزية)